# Germanisering
 Denne artikel omhandler overvejende eller alene danske forhold. Hjælp gerne med at gøre artiklen mere almen.
Germanisering eller Fortyskning henviser til udbredelsen af det tyske sprog, mennesker og kultur. Eller politik, der har påskyndet disse ændringer. Germanisering var et centralt punkt i tysk liberal tænkning i 1800 og 1900-tallet, hvor liberalisme og nationalisme gik hånd i hånd. I sprogvidenskab betyder Germanisering, at et ord fra tysk bliver indpasset i et andet sprog.

## Slesvig
Fortyskningen af Sønderjylland eller Slesvig var en proces, der begyndte fra 1260 med indvandringen af holstenske bønder til det sydligste Slesvig, hvor halvøen Jernved blev pantsat til holstenske grever. Jernved var dansk krongods med enkelte danske/jyske bosættelser, som nu blev koloniseret af sydfra komne tysktalende bønder. Senere bosatte holstenske godsejere sig i omådet op til Slien, hvor de oprettede store herregårde. De hidtil frie dansktalende bønder på Svans blev dermed til livegne under tysk øvrighed. Fortyskningen fortsatte med udbredelsen af nedertysk og senere højtysk som kirke-, skole, rets- og forvaltningssprog. Selv hertugdømmets danske administration benyttede sig af tysk. Senere skiftede også folkesproget til tysk. Fortyskningen foregik især i Sydslesvig, men omfattede også købstæderne i det nordlige Sønderjylland. Allerede i 1600- og 1700-tallet forsvandt nordfrisiske dialekter som ejderstedfrisisk og strandfrisisk. I 1900-tallet led angeldansk og fjoldemål samme skæbne. I 1814 blev der indført en Sprogforordning for Almuen, som foreskrev oprettelsen af faste skoler på landet, men resulterede i at landsbyskolerne syd for linjen mellem Flensborg og Tønder blev tysksprogede. Helstatens sprogpolitik mødte dog også modstand. I 1842 protesterede stænderforsamlingens deputerede Peter Hiort Lorenzen mod den sproglige diskrimination ved at tale dansk ved møderne. Den danske regering søgte så sent som i 1851 at standse sprogskiftet med indførelsen af sprogreskripterne, men nåede ikke resultater inden begyndelsen af krigen i 1864.
Efter krigen kom Slesvig til Preussen, som indledte en aktiv fortyskningspolitik. I 1876 blev tysk eneste tilladte administrationssprog, dog med en overgangsperiode for de dansktalende. I 1878 indførtes tysk som undervisningssprog i cirka halvdelen af timerne i skolerne. I 1888 blev tysk det eneste undervisningssprog undtagen i religion. Samme år lukkede preusserne den sidste danske privatskole. Også undervisningens indhold var nu stærkt tyskpræget. Eneste mulighed for at bevare undervisning i dansk var ofte hjemmeundervisning ved hjælp af danske vandrelærere. Lærere, præster og politikere skulle dog aflægge troskabsed til den preussiske konge, hvilket førte til edsstriden. I 1895 blev navnet Sønderjylland forbudt. Også mange danske sange blev forbudt. Sønderjydernes sangbog havde derfor blanke sider, hvorpå folk selv kunne skrive de forbudte sange. Fra 1896 opkøbte den preussiske styre landbrugsejendome med formålet at få gårdene på tyske hænder (domænegårde), hvilket indledte den såkaldte jordkamp. Fortyskningspolitikken kulminerede fra 1898 til 1903, hvor overpræsident Ernst Matthias von Köller forsøgte at svække den danske bevægelse ved bl.a. mødeforbud, masseudvisninger, fængselsstraffe og fratagelse af forældrerettigheder (Køllerpolitikken). Rigsforeningsloven fra 1906 forbød ikke-tyske sprog på offentlige møder, hvis ikke mere end 60 % af indbyggerne var dansktalende. Mange danske slesvigere valgte at flytte over den nye grænse til Danmark eller at emigrere til Nordamerika. Det skønnes, at ca. 60.000 danske slesvigere emigrerede før 1900. Andre valgte at blive boende i Slesvig med dansk statsborgerskab (optanter). Fortyskningspolitikken mødte efterhånden regional modstand, og der dannedes danske foreninger, frimenigheder og Vælgerforening for Nordslesvig. Også traditioner som det sønderjyske kaffebord føres tilbage til tiden efter 1864. Der opstod danske forsamlingshuse som Folkehjem i Aabenraa og aviser som Dannevirke i Haderslev, Flensborg Avis i Flensborg og Hejmdal i Aabenraa.

## Polen
Efter at opdeling af Polen i slutningen af det 18. århundrede indførte Kongeriget Preussen og senere Det tyske rige en række germaniseringspolitikker og foranstaltninger i nyvundne territorier, med det formål at begrænse den polske etniske tilstedeværelse og kultur i disse områder. Denne proces fortsatte gennem sine forskellige stadier indtil slutningen af 1. verdenskrig, hvor de fleste af områderne blev en del af Anden polske republik, hvilket stort set begrænsede kapaciteten til yderligere germaniseringsbestræbelser i Weimarrepublikken indtil besættelsen under 2. verdenskrig.